# Geoffrey Baumann
Geoffrey E. Baumann (* in New York) ist ein US-amerikanischer Filmtechniker für visuelle Effekte.

## Leben und Wirken
Geoffrey Baumann verbrachte seine Kindheit sowohl in den USA als auch Europa. Zunächst studierte er Öffentlichkeitsarbeit, bevor er Produktionsassistent bei Digital Domain wurde. Seine sprachlichen Fähigkeiten verhalfen ihm schließlich zu einem Job am Set und in der digitalen Integration für den Film xXx. Baumann blieb für 15 Jahre bei Digital Domain und arbeitete während dieser Zeit an verschiedenen Filmprojekten wie The Time Machine, Flags of Our Fathers, 2012, Real Steel, Oblivion und Iron Man 3.
Nach 15 Jahren bei Digital Domain machte sich Geoffrey Baumann als freischaffender Visual Effects Supervisor selbstständig. Wichtig sind ihm vor allem der Fortschritt der kreativen und technischen Aspekte des Filmemachens. In den folgenden Jahren arbeitete er des Öfteren mit Marvel zusammen und war Additional Supervisor bei Doctor Strange, Avengers: Age of Ultron und The Return of the First Avenger, sowie Overall Production Side Supervisor bei Black Panther.
Für seine Arbeit an Black Panther: Wakanda Forever wurde er 2023 gemeinsam mit Craig Hammack, R. Christopher White und Daniel Sudick für einen Oscar in der Kategorie Beste visuelle Effekte nominiert.
1998 spielte Baumann als Surfer im Film Super Heroes: The Movie mit.

## Filmografie
- 2002: The Time Machine (Walk-Through Coordinator)
- 2002: xXx – Triple X (On-Set Survey and Data Integration)
- 2003: The Italian Job – Jagd auf Millionen (Visual Effects Coordinator)
- 2004: The Day After Tomorrow (On-Set Survey und Data Integration)
- 2005: Stealth – Unter dem Radar (On-Set Survey und Data Integration)
- 2006: Flags of Our Fathers (3D Integration Lead)
- 2006: Letters from Iwo Jima (On-Set Survey und Integration Lead)
- 2007: Pirates of the Caribbean – Am Ende der Welt (On-Set Survey und Data Integration)
- 2007: Transformers (On-Set Survey und Data Integration)
- 2008: Speed Racer (On-Set Survey und Data Integration)
- 2008: Der fremde Sohn (On-Set Survey Lead)
- 2008: Die Mumie: Das Grabmal des Drachenkaisers (Lead 3D Integration Artist und On-Set Survey und Integration Lead)
- 2009: G.I. Joe – Geheimauftrag Cobra (3D Environments Lead)
- 2009: 2012 – Das Ende der Welt (On-Set Survey Lead)
- 2010: Percy Jackson: Diebe im Olymp (On-Set Survey Lead und 3D Environments Lead)
- 2010: Das A-Team – Der Film (Computer Graphics Supervisor)
- 2011: Real Steel (On Set Integration Supervisor und Environments Supervisor)
- 2012: Goats (Co-Visual Effects Supervisor)
- 2012: The Avengers (Computer Graphics Supervisor)
- 2013: Jack and the Giants (On Set Computer Graphics Supervisor)
- 2013: G.I. Joe – Die Abrechnung (Visual Effects Plate Supervisor)
- 2013: Oblivion (On-Set Integration Supervisor)
- 2013: Iron Man 3 (Computer Graphics Supervisor)
- 2014: The Return of the First Avenger (Supervisor für visuelle Effekte: second unit)
- 2015: Avengers: Age of Ultron (Additional Visual Effects Supervisor)
- 2015: Im Herzen der See (Plate Supervisor)
- 2016: The First Avenger: Civil War (Visual Effects Plate Unit Supervisor)
- 2016: Doctor Strange (Supervisor für visuelle Effekte: second unit)
- 2018: Black Panther (Production Visual Effects Supervisor)
- 2019: X-Men: Dark Phoenix (On-Set Supervisor)
- 2021: Black Widow (Supervisor für visuelle Effekte)
- 2022: Black Panther: Wakanda Forever (Visual Effects Production Supervisor)